# سليمان ولد ماطة
سليمان ولد ماطة (من مواليد 8 سبتمبر 1975 في حسين داي، الجزائر العاصمة ) هو لاعب كرة قدم جزائري محترف لعب حارس مرمى لنادي أولمبي المدية من الرابطة الجزائرية المحترفة الثانية لكرة القدموالمنتخب الجزائري.

## المسيرة الكروية

### أولمبي المدية
وقع ولد ماطة في صيف 2010 لصالح أولمبي المدية من وداد بوفاريك.

## إحصائيات
| أداء النادي     | أداء النادي     | أداء النادي                                   | الدوري    | الدوري  | الكأس       | الكأس       | الإقليمي   | الإقليمي   | المجموع   | المجموع |
| موسم            | النادي          | الدوري                                        | المبرايات | الأهداف | المباريات   | الأهداف     | المباريات  | الأهداف    | المباريات | الأهداف |
| الجزائر         | الجزائر         | الجزائر                                       | الدوري    | الدوري  | كأس الجزائر | كأس الجزائر | كأس الدوري | كأس الدوري | مجموع     | مجموع   |
| --------------- | --------------- | --------------------------------------------- | --------- | ------- | ----------- | ----------- | ---------- | ---------- | --------- | ------- |
| 2010-11         | أولمبي المدية   | الرابطة الجزائرية المحترفة الثانية لكرة القدم | -         | 0       | 1           | 0           | -          | -          | -         | -       |
| 2011-12         | أولمبي المدية   | الرابطة الجزائرية المحترفة الثانية لكرة القدم | 3         | 0       | 1           | 0           | -          | -          | 4         | 0       |
| المجموع         | الجزائر         | الجزائر                                       | -         | -       | -           | -           | -          | -          | -         | -       |
| المجموع الوظيفي | المجموع الوظيفي | المجموع الوظيفي                               | -         | -       | -           | -           | -          | -          | -         | -       |

## المسيرة الدولية
تلقى ولد ماطة أول استدعاء للمنتخب الجزائري في أبريل 2001 للمشاركة في مباراة التأهل لكأس العالم 2002 ضد السنغال. ويرجع ذلك إلى مستواه الجيد لناديه شباب بلوزداد الذي لم يمر مرور الكرام على مدربي المنتخب الوطني حميد زوبة وكرمالي.  لم يشارك ولد ماطة في المباراة حيث بقي على مقاعد البدلاء، وخسرت الجزائر المباراة وكانت النتيجة النهائية 3-0. 
في 4 مايو 2001، ظهر ولد ماطة لأول مرة مع منتخب الجزائر في تصفيات كأس العالم 2002 ضد منتخب المغرب، حيث حل بديلاً في الدقيقة التاسعة والخمسين عن هشام مزاير. لعب بشكل جيد ولم تهتز شباكه لكن المباراة انتهت 2-1 أمام المغرب. لعب ولد ماطة أول مباراة له ضد منتخب أنغولا في تصفيات كأس الأمم الأفريقية 2002 حيث لعب طوال المباراة وساعد فريقه على الفوز على أنغولا بـ3-2. ثم اختير مرة أخرى للمباراة التأهيلية التالية ضد بوركينا فاسو ومرة أخرى طوال المباراة واستقبل مرماه هدفًا في الدقيقة التاسعة والثلاثين. انتهت المباراة بنتيجة 1-0 أمام بوركينا فاسو. ولم يستدعى ولد ماطة مرة أخرى منذ ذلك الحين.

## روابط خارجية
- سليمان ولد ماطة على موقع قاعدة بيانات كرة القدم.إي يو (الإنجليزية)